# Salgjerhøj
Salgjerhøj är  en molerklint som igger i Morsø kommun i Region Nordjylland, i den nordvästra delen av landet, 270 km nordväst om Köpenhamn. Toppen på Salgjerhøj är 87 meter över havet. Det är den högsta punkten på ön Mors. Närmaste större samhälle är Thisted, 9 km nordväst om Salgjerhøj. Trakten runt Salgjerhøj består till största delen av jordbruksmark.